# Chris Jones (baloncestista)
Chris Jones (nacido el 3 de julio de 1991 en Memphis, Tennessee) es un jugador de baloncesto estadounidense que pertenece a la plantilla de los Windsor Express de la NBL canadiense. Con 1,78 metros de altura, juega en la posición de base.

## Trayectoria deportiva
Formado a caballo entre Northwest Florida State y Louisville Cardinals, tras no ser drafteado en 2015, llegó a Europa para jugar en Turquía y en Alemania, en las filas de Yesilgiresun Belediye y Goettingen, respectivamente.
En 2015, firma por el Paris Llevallois, donde realizó un promedio de 12 puntos, 3.9 rebotes y 4.8 asistencias por partido.
En 2016 fichó por el AE Apollon Patras de la liga griega.